# Ectopleura indica
Ectopleura indica är en nässeldjursart som beskrevs av Petersen 1990. Ectopleura indica ingår i släktet Ectopleura och familjen Tubulariidae. Inga underarter finns listade i Catalogue of Life.